# Marc Burch
Marc Burch (Cincinnati, 7 mei 1984) is een voormalig Amerikaans betaald voetballer die bij voorkeur als linksback speelde. Hij verruilde in 2014 Seattle Sounders voor Colorado Rapids.

## Clubcarrière
Burch werd in de MLS SuperDraft 2006 als vierentwintigste gekozen door Los Angeles Galaxy. Op 29 april 2006 maakte hij tegen Real Salt Lake zijn competitiedebuut voor Los Angeles. Op 11 juli 2006 werd hij naar Columbus Crew gestuurd. Daar speelde hij zeven competitiewedstrijden waarna hij op 4 april 2007 opnieuw van club veranderde. Dit keer vertrok hij naar DC United. Op 29 september 2007 maakte hij tegen Toronto FC zijn eerste professionele doelpunt. Aan het einde van 2011 besloot de club niet met hem verder te gaan. Burch nam vervolgens deel aan de MLS Re-Entry Draft 2011 waarin hij gekozen werd door Seattle Sounders. Burch speelde twee seizoenen bij Seattle. In zijn eerste seizoen speelde hij in negenentwintig competitiewedstrijden waarvan negentien in de basis. Hij gaf daarnaast drie assists. In zijn tweede seizoen bij de club speelde hij in twintig competitiewedstrijden waarvan dertien in de basis. Ook gaf hij dat seizoen vier assists. Seattle Sounders besloot vervolgens niet verder te gaan met Burch waarna hij in de MLS Re-Entry Draft 2013 door Colorado Rapids werd gekozen. Daar maakte hij op 15 maart 2014 tegen New York Red Bulls zijn debuut.